# Municipio de Foxholm
El municipio de Foxholm (en inglés: Foxholm Township) es un municipio ubicado en el condado de Ward en el estado estadounidense de Dakota del Norte. En el año 2010 tenía una población de 121 habitantes y una densidad poblacional de 1,28 personas por km².

## Geografía
El municipio de Foxholm se encuentra ubicado en las coordenadas 48°20′7″N 101°35′10″O / 48.33528, -101.58611. Según la Oficina del Censo de los Estados Unidos, el municipio tiene una superficie total de 94.2 km², de la cual 94,2 km² corresponden a tierra firme y (0 %) 0 km² es agua.

## Demografía
Según el censo de 2010, había 121 personas residiendo en el municipio de Foxholm. La densidad de población era de 1,28 hab./km². De los 121 habitantes, el municipio de Foxholm estaba compuesto por el 100 % blancos. Del total de la población el 0 % eran hispanos o latinos de cualquier raza.